# Centre de documentation des violations en Syrie
Le Centre de documentation des violations en Syrie (en arabe : مركز توثيق الانتهاكات في سوريا ; en anglais : Violation Documentation Center in Syria, abrégé VDC) est une ONG syrienne de défense des droits de l'homme.

## Histoire
Le Centre de documentation des violations en Syrie est fondé en juin 2011, lors de la révolution syrienne, qui deviendra la guerre civile syrienne. 
Au cours du conflit, l'organisation documente et tient le décompte des morts et des exactions commises par les belligérants. 
Menacé par le régime, le groupe établit ses bureaux à Douma, dans la Ghouta orientale, mais il est ponctuellement la cible de frappes aériennes du régime syrien et d'intimidation de la part des rebelles salafistes de Jaych al-Islam, hostiles aux voix dissidentes. En 2013, la militante des droits de l'homme, Razan Zaitouneh, cofondatrice du Centre, et trois de ses collègues — son mari Wael Hamada, Samira al-Khalil et Nazem al-Hamadi — sont enlevés par des hommes suspectés d'être des membres de Jaych al-Islam et sont depuis portés disparus,.
Dès la semaine suivante, leurs collègues ouvrent de nouveau le bureau, « nous voulions envoyer le message que nous ne nous rendrions jamais. Ils ne réfrèneront jamais notre détermination » affirme Osama Nassar, militant des droits humains. Le VDC continue de documenter et compiler des informations dans une base de données qui détaille l'identité des victimes et disparus, causes des décès, témoignages et éléments de preuves de crimes.
En janvier 2020, Majdi Naameh, un ancien cadre de Jaych al-Islam, suspecté d'être impliqué dans leur enlèvement et leur disparition forcée est arrêté en France.